# Djadochtatheriidae
Djadochtatheriidae (лат.) — семейство вымерших млекопитающих из подотряда Cimolodonta отряда многобугорчатых. Ископаемые остатки известны из верхнего мела (83,6—70,6 млн лет) Центральной Азии.
Многобугорчатые представляют собой довольно разнообразную группу с точки зрения локомоции и диеты. Такие формы, как Kryptobaatar и Catopsbaatar, были прыгающими, похожими на тушканчиков (как, вероятно, и предковая форма для этой группы, Nemegtbaatar), в то время как Mangasbaatar был крепким, роющим травоядным животным.

## Классификация
По данным сайта Paleobiology Database, на май 2025 года в семейство включают 6 вымерших родов:232:
- Catopsbaatar Kielan-Jaworowska, 1994
- Djadochtatherium Simpson, 1925
- Guibaatar Wible et al., 2019
- Kryptobaatar Kielan-Jaworowska, 1969
- Mangasbaatar Rougier et al., 2016
- Tombaatar Rougier et al., 1997